# I&M Bank Tower
I&M Bank Tower är en 82 meter hög skyskrapa i Nairobi, Kenya. Det är den femte högsta byggnaden i Nairobi, och i Östafrika.
Byggnaden stod färdig 2001 och rymmer Investments & Mortgages Bank (I&M Bank) samt mediehuset Standard Group, som bland annat ger ut The Standard.